# Roncus crassipalpus
Espèce
Roncus crassipalpus est une espèce de pseudoscorpions de la famille des Neobisiidae.

## Distribution
Cette espèce est endémique de Géorgie.

## Publication originale
- Rafalski, 1949 : Pseudoscorpionidea z Kaukazu w zbiorach Państwowego Muzeum Zoologicznego. Annales Musei Zoologici Polonici, vol. 14, p. 75-120.